# 在晋绥干部会议上的讲话
《在晋绥干部会议上的讲话》，是1948年4月1日毛泽东在晋绥解放区召开的中央晋绥分局干部会议上的讲话。

## 生平
该次讲话发表于1948年5月6日，第2807期《晋察冀日报》、1948年5月11日第2817期《晋绥日报》。并收入《毛泽东选集》第4卷。讲话分为五部分，主要是讲与晋绥工作有关的问题，部分涉及到全国工作。毛泽东首先肯定了晋绥解放区土地改革和整党工作，并总结了该解放区成功的基本经验。并分析了党政军和土地改革后的形势与任务；并系统阐述新民主主义革命总路线。